# کاتو، هیوگو
کاتو در استان هیوگو در کشور ژاپن  واقع شده‌است  که دارای جمعیت ۳۹٬۹۳۵ نفر و مساحت ۱۵۷٫۴۹ کیلومتر مربع با تراکم جمعیت ۲۵۴  نفر در کیلومترمربع است و در تاریخ ۲۰ مارس ۲۰۰۶ به عنوان شهر شناخته شد.